# Pinarophyllon
Pinarophyllon es un género con dos especies de plantas con flores perteneciente a la familia Rubiaceae.
Es nativo del sudeste de México y Guatemala.

## Especies
- Pinarophyllon bullatum Standl. in N.L.Britton & al. (eds.) (1921).
- Pinarophyllon flavum Brandegee (1914).